# Heinrich Höcker
Heinrich Höcker (* 15. April 1886 in Herford; † 25. Februar 1962 ebenda) war ein deutscher Politiker der SPD.

## Leben und Beruf
Höcker, der evangelischen Glaubens war, arbeitete bis 1919 als selbständiger Malermeister. In der Weimarer Republik war er zunächst hauptamtlich für die SPD tätig. Seit 1932 war er Inhaber einer Bau- und Möbeltischlerei.

## Partei
Höcker trat 1905 der SPD bei. In den 1920er Jahren war er bis 1933 Vorsitzender des SPD-Unterbezirks Herford. Nach 1945 gehörte er dem Bezirksvorstand östliches Westfalen der SPD an und war zeitweilig auch Mitglied der Kontrollkommission der Partei. Zudem war erneut Unterbezirksvorsitzender in Herford.

## Abgeordneter
Von 1919 bis 1933 gehörte Höcker dem Stadtrat von Herford an. 1932/33 war er auch Mitglied des Provinziallandtages von Westfalen. Vom 6. Mai bis zum 23. Juni 1933 war er Abgeordneter des Preußischen Landtages.
1947 bis 1950 war Höcker Landtagsabgeordneter in Nordrhein-Westfalen, 1947/1948 auch Mitglied des Zonenbeirates der Bizone. Er gehörte dem Deutschen Bundestag von 1949 bis 1961 an. Er wurde stets im Wahlkreis Herford-Stadt und -Land direkt gewählt. Von 1949 bis zum 5. Oktober 1956 war er stellvertretender Vorsitzender des Bundestagsausschusses für Wahlprüfung und Immunität, anschließend bis zum Ende der Legislaturperiode 1957 dessen Vorsitzender. Von 1961 bis zu seinem Tode gehörte er erneut dem Herforder Stadtrat an.

## Öffentliche Ämter
Höcker war von 1946 bis 1961 Oberbürgermeister der Stadt Herford, nachdem er bereits seit 1945 Bürgermeister gewesen war.

## Ehrungen
- 1956: Verdienstkreuz 1. Klasse der Bundesrepublik Deutschland